# Valentin Strykalo
Valentin Strykalo est un groupe de rock ukrainien fondé en 2010 par Yuriy Kaplan. Le groupe a connu une forte ascension grâce à Internet. En mai 2019, Yuriy Kaplan a annoncé la fin du groupe.

## Prises de position
Lors de l'Euromaïdan en décembre 2013, Yuriy Kaplan tweete que si le Maïdan échoue, les manifestants terroriseront le pays. Malgré la guerre russo-ukrainienne dans le Donbass, le groupe continue de se produire en Russie, où ils ont auront un succès certain. En particulier en 2018, où le groupe se produit dans la région de Toula lors du festival Wild Mint. Cependant, lors de l'invasion russe à grande échelle de l'Ukraine en février 2022, le leader du groupe soutient activement les forces armées ukrainiennes et a mis en lumière la vérité sur la guerre (y compris pour ses nombreux abonnés russe) sur son compte Instagram.

## Membres
- Yuriy Kaplan - chant, guitare, claviers
- Stanislav Murashko - guitare basse, chœurs
- Constantin Pyjov - guitare
- Volodymyr Iakovlev - tambours

## Discographie

### Albums studio
- 2012 : Смирись и расслабься!
- 2013 : Часть чего-то большего
- 2016 : Развлечение

### Clips vidéo
- 2010 : Кайен
- 2011 : Русский рок
- 2011 : Наше лето
- 2012 : Космос нас ждёт
- 2012 : Гори
- 2012 : Дешевые драмы
- 2013 : Знаешь, Таня